# Ajiló
Ajiló es una localidad del estado mexicano de Chiapas. Es parte del municipio de Bochil.

## Demografía
| Gráfica de evolución demográfica |
|                                  |

| Censo | Población |
| ----- | --------- |
| 1921  | 36        |
| 1930  | 109       |
| 1940  | 125       |
| 1950  | 120       |
| 1960  | 164       |
| 1970  | 291       |
| 1980  | 440       |
| 1990  | 644       |
| 2000  | 950       |
| 2010  | 1 271     |
| 2020  | 1 600     |